# Algorytm Floyda-Warshalla
Algorytm Floyda-Warshalla wykorzystujący metodę programowania dynamicznego algorytm służący do znajdowania najkrótszych ścieżek pomiędzy wszystkimi parami wierzchołków w grafie ważonym. Graf może zawierać gałęzie zarówno o dodatniej i o ujemnej wadze („długości”), lecz nie może zawierać ujemnych cykli (cykli, w których suma wag krawędzi jest ujemna).

## Opis algorytmu
Algorytm Floyda-Warshalla korzysta z tego, że jeśli najkrótsza ścieżka pomiędzy wierzchołkami {\displaystyle v_{1}} i {\displaystyle v_{2}} prowadzi przez wierzchołek {\displaystyle u,} to jest ona połączeniem najkrótszych ścieżek pomiędzy wierzchołkami {\displaystyle v_{1}} i {\displaystyle u} oraz {\displaystyle u} i {\displaystyle v_{2}.} Na początku działania algorytmu inicjowana jest tablica długości najkrótszych ścieżek, tak że dla każdej pary wierzchołków {\displaystyle (v_{1},v_{2})} ich odległość wynosi:
{\displaystyle d[v_{1},\,v_{2}]={\begin{cases}0,&{\mbox{gdy}}\ v_{1}=v_{2}\\w(v_{1},\,v_{2}),&{\mbox{gdy}}\ (v_{1},\,v_{2})\in E\\+\infty ,&{\mbox{gdy}}\ (v_{1},\,v_{2})\notin E\end{cases}}}
Algorytm jest dynamiczny i w kolejnych krokach włącza do swoich obliczeń ścieżki przechodzące przez kolejne wierzchołki. Tak więc w {\displaystyle k}-tym kroku algorytm zajmie się sprawdzaniem dla każdej pary wierzchołków, czy nie da się skrócić (lub utworzyć) ścieżki pomiędzy nimi przechodzącej przez wierzchołek numer {\displaystyle k} (kolejność wierzchołków jest obojętna, ważne tylko, żeby nie zmieniała się w trakcie działania programu). Po wykonaniu {\displaystyle |V|} takich kroków długości najkrótszych ścieżek są już wyliczone.

### Wydajność algorytmu
- Złożoność obliczeniowa: {\displaystyle O(|V|^{3})}[1]
- Złożoność pamięciowa: {\displaystyle O(|V|^{2})}[2]

## Zapis w pseudokodzie
Dla grafu {\displaystyle G} i funkcji wagowej {\displaystyle w} otrzymamy tablicę {\displaystyle d[v_{1}][v_{2}]} odległości pomiędzy wierzchołkami {\displaystyle v_{1}} i {\displaystyle v_{2}.}
```
Floyd-Warshall(
G
,
w
)

dla każdego
 wierzchołka v1 w V[G] 
wykonaj

  
dla każdego
 wierzchołka v2 w V[G] 
wykonaj

    d[v1][v2] = nieskończone
    poprzednik[v1][v2] = niezdefiniowane
  d[v1][v1] = 0

dla każdej
 krawędzi (v1,v2) w E[G]
  d[v1][v2] = w(v1,v2)
  poprzednik[v1][v2] = v1

dla każdego
 wierzchołka u w V[G] 
wykonaj

  
dla każdego
 wierzchołka v1 w V[G] 
wykonaj

    
dla każdego
 wierzchołka v2 w V[G] 
wykonaj

      
jeżeli
 d[v1][v2] > d[v1][u] + d[u][v2] 
to

        d[v1][v2] = d[v1][u] + d[u][v2]
        poprzednik[v1][v2] = poprzednik[u][v2]
```